# 大叶卷柏
大叶卷柏（学名：Selaginella bodinieri），为卷柏科卷柏属下的一个植物种。